# Staluvsukjaure
Staluvsukjaure är en sjö i Kiruna kommun i Lappland och ingår i Torneälvens huvudavrinningsområde. Sjön har en area på 0,29 kvadratkilometer och ligger 524 meter över havet. Staluvsukjaure ligger i Rautas fjällurskog Natura 2000-område.

## Delavrinningsområde
Staluvsukjaure ingår i det delavrinningsområde (755989-168147) som SMHI kallar för Utloppet av Alajaure. Medelhöjden är 452 meter över havet och ytan är 95,38 kvadratkilometer. Räknas de 176 avrinningsområdena uppströms in blir den ackumulerade arean 3 537,11 kvadratkilometer. Avrinningsområdets utflöde Torneälven (Kamajåkka) mynnar i havet. Avrinningsområdet består mestadels av skog (75 procent) och kalfjäll (10 procent). Avrinningsområdet har 12,2 kvadratkilometer vattenytor vilket ger det en sjöprocent på 12,8 procent.